# Yanai

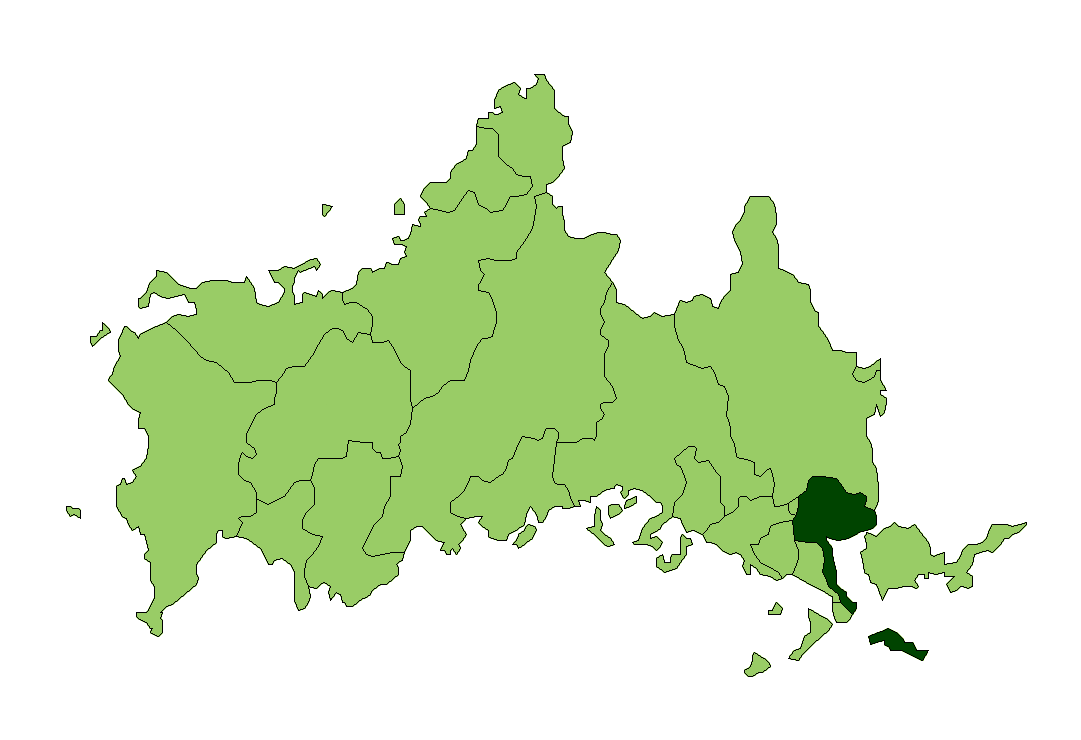

Yanai (柳井市 Yanai-shi?) este un municipiu din Japonia, prefectura Yamaguchi.